# 迪靈湖

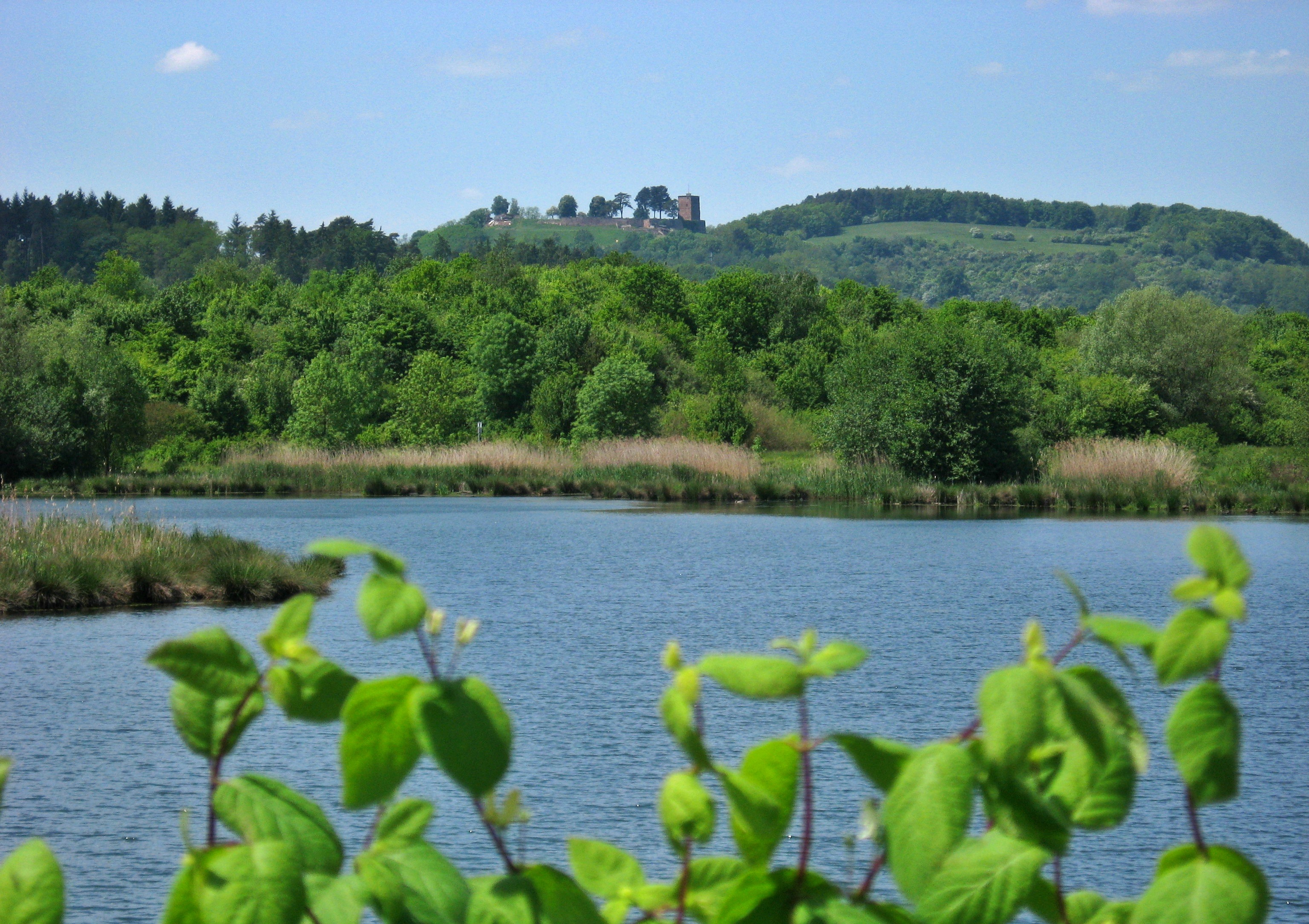

49°21′13.77108″N 6°42′16.80048″E / 49.3538253000°N 6.7046668000°E
迪靈湖（德語：Dillinger See），是德國的湖泊，位於該國西南部，由薩爾蘭州負責管轄，處於薩爾路易縣，面積0.8平方公里，海拔高度158米，該湖泊有一座島嶼。